# Biserica Doamnei Maria și a Doamnei Stana din București
Biserica Doamnei Maria și a Doamnei Stana, probabil cu hramul Blagoveștenia, a fost una din cele mai vechi biserici cunoscute din mijlocul Bucureștiului. Amintirea ei, în ciuda scurtei sale existențe, a durat secole după dărâmarea ei. 

## Amplasare
Localizarea bisericii a fost făcută de istoricul C. C. Giurescu care afirmă că aceasta ar fi fost ridicată în afara zidurilor Palatului Voievodal pe locul unei vechi cruci de piatră din incinta Pieței de Flori (în ziua de azi undeva lângă Magaziunul Unirea) în apropierea bisericii Sf. Anton cea distrusă de marele incendiul din 1847. Raportul săpăturilor arheologice efectuate de către Dinu V. Rosetti pe locul crucii de piatră au adus la lumină un călțui datând din prima jumătate a secolului al XVI-lea precum și un mormânt al acelei perioade. Se presupune că acestea ar fi aparținând bisericii doamnei Maria.

## Arhitectură
Nu se cunosc nici un fel de detalii cu privire la dimensiunile sau aspectul bisericii.

## Istoric
Construcția bisericii datează probabil de la mijlocul secolului al XVI-lea fără a se putea preciza anul din lipsa documentelor sau a pisaniei. De altfel nici ctitorii nu sunt bine cunoscuți. Despre Stana se știe că a fost fiica voievodului Mircea Ciobanu și soție a marelui vornic Ivan Norocea, personaj marcant al perioadei și mare feudal. Despre doamna Maria doar se presupune că ar fi prima soție a lui Mircea Ciobanu, sau, după părerea istoricului Mihai Cazacu, ar fi mama voievodului Vlad cel Tânăr (Vlăduț), cel decapitat în 1512 la București "sub un păr" (Stolnicul Constantin Cantacuzino "Istoria Țării Românești" în "Cronicari munteni", vol.III, București, 1984, p.94), iar biserica a fost clădită tocmai pe acel loc.
Fiind construită pe pământuri domnești și în imediata apropiere a curții voievodale, dacă nu chiar în incinta acesteia, biserica Doamnei Maria devine, încă de la început, metoh al bisericii domnești "Buna Vestire". 
La câteva decenii de la ctitorire, în 1595, în urma invaziei armatelor otomane ale lui Sinan Pașa, Bucureștiul este devastat iar Biserica Doamnei Maria este demolată până la temelii. Amintirea tragicului eveniment, dar și a bisericii demolate, este păstrată pe tot parcursul secolului al XVII-lea, în multe din actele emise de cancelaria lui Matei Basarab. De altfel patrimoniul acesteia, "[...]locul bisericii doamnei Maria și cu tot locul împrejur cât s-ar alege și cu loc de prăvălii la uliță[...]" (DRH, B, vol.XXII, p.654), este dat bisericii a cărei metoh a fost abia 34 de ani după demolare. 